# 1 Night in Paris
1 Night in Paris è un video pornografico del 2004 con protagonisti Paris Hilton e il suo ex-fidanzato Rick Salomon.

## Trama
Si mostra chiaramente la penetrazione vaginale e la fellatio tra Rick Salomon e Paris Hilton. Quest'ultima in una scena interrompe il rapporto sessuale per rispondere al telefono cellulare.

## Produzione
Il video è l'unico nel mondo della pornografia delle celebrità, perché la compagnia che lo produsse ha dei buoni rapporti di lavoro con uno dei protagonisti, Rick Salomon, che fa dei commenti introduttivi a ogni scena di sesso. È anche uno dei più espliciti filmati pornografici interpretati da personaggi celebri.
Il video è realizzato usando per talune scene la tecnica della visione notturna.

## Distribuzione
Il video fu pubblicato da Rick Salomon su Internet poco prima del debutto della Hilton nella serie televisiva The Simple Life, provocando uno scandalo. Inizialmente Paris Hilton iniziò una causa contro Salomon per aver pubblicato il film, ma nel luglio 2005 i due arrivarono a un accordo.
Il video venne distribuito anche in DVD dalla Red Light District Video, una compagnia specializzata nella produzione e distribuzione di film pornografici.

## Riconoscimenti
- 2005 - AVN Awards
  - Video più venduto dell'anno[1]
  - Film più noleggiato dell'anno[2]
  - Miglior Campagna di Marketing - Progetto individuale
- 2008 - F.A.M.E. Awards
  - Sextape preferito di personaggi famosi[3]